# Tony Dorigo
Anthony Robert Dorigo, más conocido como Tony Dorigo (Melbourne, Victoria, Australia, 31 de diciembre de 1965), es un exfutbolista australiano y nacionalizado inglés que se desempeñó como defensa en clubes como el Chelsea FC y el Leeds United.

## Selección nacional
Fue internacional con la selección de fútbol de Inglaterra en 15 ocasiones y sin haber marcado un solo gol. Debutó el 13 de diciembre de 1989, en un encuentro amistoso ante la selección de Yugoslavia que finalizó con marcador de 2-1 a favor de los ingleses.

### Participaciones en Copas del Mundo
| Mundial                        | Sede   | Resultado    |
| ------------------------------ | ------ | ------------ |
| Copa Mundial de Fútbol de 1990 | Italia | Cuarto lugar |

## Clubes
| Club         | País       | Año       |
| ------------ | ---------- | --------- |
| Aston Villa  | Inglaterra | 1983–1987 |
| Chelsea FC   | Inglaterra | 1987–1991 |
| Leeds United | Inglaterra | 1991–1997 |
| Torino FC    | Italia     | 1997–1998 |
| Derby County | Inglaterra | 1998–2000 |
| Stoke City   | Inglaterra | 2000–2001 |

## Palmarés

### Campeonatos nacionales
| Título           | Club         | País       | Año     |
| ---------------- | ------------ | ---------- | ------- |
| Second Division  | Chelsea FC   | Inglaterra | 1988-89 |
| Full Members Cup | Chelsea FC   | Inglaterra | 1989-90 |
| First Division   | Leeds United | Inglaterra | 1991-92 |

### Distinciones individuales
| Distinción                   | Año  |
| ---------------------------- | ---- |
| Mejor Jugador del Chelsea FC | 1988 |